# Maria Teresa av Neapel och Sicilien
Maria Teresa av Neapel och Sicilien, född 6 juni 1772 i Neapel, död 13 april 1807 i Wien, var en tysk-romersk kejsarinna och kejsarinna av Österrike; gift med Frans II (tysk-romersk kejsare). Hon var dotter till Ferdinand IV av Neapel och Maria Karolina av Österrike. Hon var den sista tysk-romerska kejsarinnan tillika den första kejsarinnan av Österrike.

## Biografi
Maria Teresa blev år gift 1790 med sin dubbelkusin ärkehertig Frans av Österrike, och blev kejsarinna då han år 1792 besteg tronen. Hon beskrevs som en livlig och energisk person som tyckte om musik, maskeradbaler och karnevaler, och deltog i dessa även under sina graviditeter. Maken var olik henne som person, men trots det ska de ha kommit mycket väl överens. 
Hedvig Elisabet Charlotta av Holstein-Gottorp beskrev både kejsarparet, deras relation och rykte hos allmänheten under sitt besök i Wien under 1798–1799: "Kejsaren är blek och mager, ser ut att vara sjuklig och något inskränkt. Han är ytterst artig och gör ett sympatiskt intryck; var mycket blyg, men dock ej i så hög grad som kejsarinnan, som syntes gränslöst förlägen. Hon är liten, ful och disgraciös men förstod ganska väl att lägga sina ord. Att de äro blyga kan sannerligen ej förvåna. De leva ju alldeles för sig själva och träffa aldrig människor, utom då de vid stora ceremonier äro tvungna att visa sig."
"Till följda av högmod eller folkskygghet lever den kejserliga familjen fullkomligt isolerad. Kejsaren är för sin redbara karaktär och sitt goda hjärta mycket avhållen. Det påstås, att kejsarinnan är så svartsjuk, att hon ej tillåter honom deltaga i sällskapslivet och träffa andra kvinnor. Elaka tungor beskylla henne för att vara så passionerad, att hon ej för ett ögonblick lämnar sin gemål samt att hon fullständigt tröttar ut honom. Kejsarinnan ser inte snäll ut. Ehuru man här i Wien inte kan förneka, att hon är begåvad, välgörande och har en vacker hållning, är hon illa tåld för sin ofördragsamhet och för att hon tvingar kejsaren att leva avskild från alla människor. Därtill beskylles hon för att blott intressera sig för rent lappri och att uteslutande vilja sällskapa med sina lektriser. Med dessa tillbringar hon aftnarna, sjunger, spelar komedi och låter applådera sig av dem och av kammartjänare o. dyl."
I februari 1799 ska hon ha upprört folk genom att visa likgiltighet inför det faktum att hennes hemland Neapel utsattes för revolution och i stället spela teater i det rum där hennes svägerska Marie Amalie just avlidit, samt att släppa ut harar och hundar i stora redoutesalen och se på då hararna dödades av hundarna och blev beskjutna; hon ska ofta ha fått ta emot förebråelser från sin mor via brev. 
Hedvig Elisabeth Charlotta återger en scen som ska ha bevittnats av en utlänning, som via mutor lyckats komma in i kejsarparets privata park i Laxenburg: "Han såg kejsaren sitta ensam på en bänk, försjunken i tankar. Genast kom kejsarinnan för att hämta honom, och han utbrast då: "Kan ni aldrig låta mig vara ifred, så att jag ett enda ögonblick får andas ut? För Guds skull häng inte efter mig så här jämt och beständigt".           
Maria Teresa var intresserad av politik och utövade ett visst inflytande, agerade som rådgivare och ska ha påverkat utnämningar och avskedanden inom regeringen samt den Napoleon-fientliga politik maken drev. Hon avled av lungsäcksinflammation, 34 år gammal, en vecka efter dottern Amalia Teresias födelse.

## Barn
1. Marie Louise (1791–1847)
2. Ferdinand I (1793–1875)
3. Karoline Leopoldine (1794–1795)
4. Maria Leopoldina av Österrike (1797–1835; gift med Peter I av Brasilien)
5. Clementine (1798–1881)
6. Josef Franz (död 1807)
7. Caroline (1801–1832; gift med Fredrik August II av Sachsen)
8. Frans Karl (1802–1878; gift med Sofia av Bayern; far till kejsar Frans Josef av Österrike)
9. Maria Anna (1804–1858)
10. Amalia Teresia (född o död 1807)
11. två barn, döda i späd ålder

## Bildgalleri

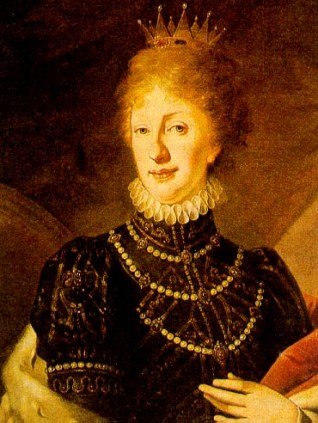
Maria Theresia, ca 1800.
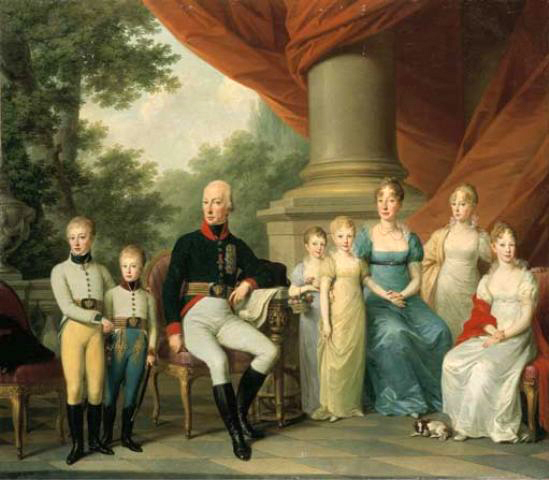
Maria Theresa med sin make och barn.